# Stephan von Cuneo
Stephan von Cuneo (auch: Stefano da Cuneo) ist ein Heiliger der römisch-katholischen Kirche und wurde in Cuneo geboren. Ein Geburtsdatum ist nicht bekannt († 14. November 1391 in Jerusalem). Er trat bereits in jungen Jahren dem Franziskanischen Orden in der Provinz Genua bei, war Priester des Franziskanerordens und ein Missionar. Sein pastorales Wirken widmete er besonders der Missionierung und der Bekehrung zum Christentum.

## Leben
Auch über das Leben des Stephan von Cuneo ist wenig bekannt. Er war Magister der Theologie und konnte daher im Studentat in Pavia Theologie lehren. Vier Jahre war er als Lektor der Theologie in Bologna und widmete sich danach dem Apostolat auf Korsika.
Stephan von Cuneo wurde mit anderen von Nikola Tavelić davon überzeugt, den Muslimen zu predigen, obwohl ein solcher Versuch der Bekehrung zum christlichen Glauben zu dieser Zeit im Heiligen Land mit dem Tode bedroht war.
Nikola Tavelić trat mit Einverständnis des Guardian Gerard Chalvet zusammen mit seinen franziskanischen Mitbrüdern Deodatus von Ruticinium, Petrus von Narbonne und Stephan von Cuneo am 11. November 1391 vor den Qādī von Jerusalem, mit der Absicht, die Erlaubnis einzuholen, in der Omar-Moschee bzw. im Felsendom in Jerusalem predigen zu dürfen. Ihr Ansinnen soll das Volk empört haben, und sie wurden von der Menge verprügelt, dann verhaftet und in den Kerker geworfen und anschließend zum Tode verurteilt. Am 14. November 1391 erlitten sie in Jerusalem den Märtyrertod durch Enthauptung mit dem Schwert. Sie wurden vor dem Jaffa-Tor in Jerusalem in Stücke gerissen und verbrannt.
Stephan von Cuneo und seine Gefährten wurden 1889 seliggesprochen und schließlich am 21. Juni 1970 von Papst Paul VI. heiliggesprochen. Die Heiligsprechung verzögerte sich u. a., weil nicht klar war, ob das Martyrium gültig sei, da die Märtyrer dieses selbst verursacht hätten durch ihre Handlungen.
Der Gedenktag der vier Märtyrer wird am 14. November begangen.